# Järn(III)fosfat
Järn(III)fosfat eller Järnortofosfat är en förening av trevärt järn och fosfatjoner med formeln FePO4. Flera besläktade material är kända, såsom fyra polymorfer av FePO4 och två polymorfer av dihydratet FePO4·(H2O)2. Dessa material har få tekniska tillämpningar eller förekomster i mineralriket.

## Struktur
Den vanligaste formen av FePO4 antar strukturen hos α-kvarts. Som sådant består materialet av tetraedriska Fe(III)- och fosfatplatser. Som sådan har P och Fe tetraedrisk molekylär geometri. Vid höga tryck sker en fasförändring till en tätare struktur med oktaedriska Fe-centra. Två ortorombiska strukturer och en monoklinisk fas är också kända. I dihydratets två polymorfer är Fe-centret oktaedriskt med cis-vattenligander på ömse sidor.

## Användning
Järn(III)fosfat kan användas i stål- och metalltillverkningsprocesser. När det är bundet till en metallyta förhindrar järnfosfat ytterligare oxidation av metallen. Dess närvaro är delvis orsaken till korrosionsbeständigheten hos järnpelaren i Delhi.
Järnfosfatbeläggningar används vanligtvis som förberedelse för målning eller pulverlackering för att öka vidhäftningen till järn- eller stålsubstratet och förhindra korrosion, vilket kan orsaka för tidigt fel i efterföljande beläggningsprocesser. Det kan också användas för att binda tyger, trä och andra material till järn- eller stålytor.
Vattenfritt järnfosfat  används också som material i den positiva elektroden i litiumjonbatterier. Inom keramik används det för att göra slitstark glasyr på klinker.

### Bekämpningsmedel
Järn(III)fosfat används som ett miljövänligt och giftfritt bekämpningsmedel mot sniglar, snäckor och andra mollusker och är ett av de få blötdjursmedel som är godkända för användning i ekologisk odling.
Bekämpningsmedelspellets innehåller järnfosfat plus ett kelatbildande medel, såsom EDTA. Research Institute of Organic Agriculture (FiBL) rapporterade EDTA-halten och uppgav att produkterna sannolikt inte var säkrare än metaldehydbeten.

## Säkerhet
Järn(III)fosfat är inte tillåtet som livsmedelstillsats i Europeiska unionen. Det ströks från förteckningen över tillåtna ämnen i direktiv 2002/46/EG 2007.